# Дом Малина
Дом Малина — трехэтажное здание в Минске по улице Володарского, 9, построено в 1912 году из кирпича.

## История
Прежний адрес — 43/13 на углу улиц Захарьевской и Серпуховской, в 1912 году — 45/13. Владельцы — Юдель Лейзерович Малин и его жена Хая Абрамовна Малина.
Дом построен в 1912 году, в этом же году в это здание переехало минское отделение Земельно-крестьянского банка. Часть комнат сдавалась под жилье. До 1918 года в доме располагались конторы и оптовый табачный склад-магазин общества Ю. Л. Малина и Н. Шлапакова. В 1912—1913 годах здесь также располагается конторы сельскохозяйственных машин и устройств К. Раппопорта и Э. Раппопорта, магазин общества потребителей Либаво-Роменской железной дороги. В 1913—1916 годах здание занимают минское отделение Крестьянского поземельного банка, управление военно-санитарных организаций, управление Всероссийского земского союза, польское военное управление. В 1914—1918 годах здесь располагается галантерейная лавка Янкеля Мордуховича Глезера. В 1916—1917 годах кабинет Главного уполномоченного Красного Креста Западного фронта, автоотдел Комиссариата народного хозяйства Западной области, управление Союза поляков-военных Западного фронта, канцелярия Материально-заготовительного отдела командования Западного фронта, кабинет начальника отдела Управления строительно-технической части, кабинет представителя главнокомандующего Западного фронта Р. И. Паржецкого, управление строительно-технической части Западного фронта (кв. 2). В 1916—1919 годах — бакалейная лавка В. Ф. Грыневского.
С 19 марта 1918 года Народный секретариат БНР арендовал комнаты на 3-м этаже. 24 марта 1918 года в кабинете председателя Народного секретариата Иосифа Воронко началось заседание Рады БНР, которое завершилось 25 марта принятием Третьей Уставной грамоты, которая объявила Беларусь свободным и независимым государством. В начале апреля в помещении Народного Секретариата открылись курсы белорусоведения. На протяжении почти всего 1918 года на доме висела вывеска «Народны Сакратарыят Беларускай Народнай Рэспублікі» (Народный Секретариат Белорусской Народной Республики).
В 1918—1919 годах здание также занимала лавка торговки табаком Хаси Вульфовны Меярович, лавка по продаже бумаги Овсея Веньяминовича Фишера, Исаака Веньяминавича Фишера, прачечная (на первом этаже), отдел распределения рабочей силы (Биржа труда).
В 1920 году Малины выехали за границу. В 1920 году в здании располагается общежитие № 5.
В 1921 году имущество национализировано. В 1920—1921 годах в доме находятся штаб Красного воздушного флота, Трамот (транспортно-материальный отдел). В 1921 году — 13 магазинов, два из которых перестроены под кухни для беженцев, слесарная мастерская, «Губевак». В 1921—1922 годах — интернат «Белэвако».
В 1922 году — собственность городского жилищного подотдела отдела коммунального хозяйства минского окружного исполнительного комитета. В 1922 году первый этаж занимала Американская администрация помощи (American Relief Administration, ARA).
В 1925—1926 годах собственник — Белкоопсоюз. В 1925—1926 годах в здании находятся «Белмясторг», канцелярия Белкоопсоюза, канцелярия Минцентробкоопа, канцелярия Усекабанка, конюшня, Минский центральный рабочий кооператив, состав Белкоопсоюза, Крестьянский банк, уполномоченный Ленинградского табачного треста.
На 1926 год дом разделен на 5 квартир и помещения государственных учреждений.
В 1928 году здание занимает общий отдел Всебелорусской конторы Государственного банка, отдел книжной и бумажной части и книжный магазин Белкоопсоюза. В 1928—1929 годах — правление Минских центральных рабочих кооперативов, белорусское отделение Всероссийского коммерческого (кооперативного) банка, плановое бюро и гараж Белкоопсоюза. В 1935 году здесь располагается детский сад № 18 (белорусский) Белкоопсоюза, магазин политехнического оборудования «Фото-радио». В 1935—1938 годах — Белкоопмясоптицы, трест Белпромхлеб (Главхлеб). В 1935—1936 годах — почтово-газетное агентство связи, гараж и столовая Белкоопсоюза, Минская центральная городская сберегательная касса № 16 (3 этаж), таксофон. В 1936—1940 годах — трест Маслопром, универмаг культоваров Белпромторга. В 1937—1940 годах — детский сад № 53, магазин № 8 посуда-хозяйственных и электротоваров Горпромторга, Областной союз потребительских обществ, медпункт. В советское время первый этаж занимали Белкоопсоюз и Кафе № 1. Сейчас в здании располагается кафе Чебуречная.

## Архитектура
Дом представляет собой прямоугольное в плане здание, накрытое двухскатной крышей. Асимметричную композицию имеет главный фасад, на котором симметрично расположены балкончики с чугунной ажурной оградой. Первый этаж крупно рустирован, отделен от следующих карнизным поясом. В центральной части проходят две рустированные пилястры. Стена разделена прямоугольными окнами с карнизами, на втором этаже — замковым камнем. Под карнизом проходит узкий фриз с лепкой в виде венков и гирлянд.